# Miconia alypifolia
Miconia alypifolia är en tvåhjärtbladig växtart som beskrevs av Charles Victor Naudin. Miconia alypifolia ingår i släktet Miconia och familjen Melastomataceae.
Artens utbredningsområde är Ecuador. Inga underarter finns listade i Catalogue of Life.